# Besitzstandspflegegeld
Mit Besitzstandspflegegeld wird das Pflegegeld bezeichnet, das einem Pflegebedürftigen vor Einführung der Pflegeversicherung in Deutschland auf Grundlage von § 69 des Bundessozialhilfegesetzes (BSHG) bei häuslicher Pflege gewährt wurde.
Art. 51 des Gesetzes zur sozialen Absicherung des Risikos der Pflegebedürftigkeit, mit dem die Pflegeversicherung in Deutschland zum 1. Januar 1995 eingeführt wurde, enthält eine Besitzstandsregelung, wonach Leistungsbezieher, die am Stichtag 31. März 1995 einen Anspruch auf Pflegegeld nach § 69 BSHG hatten, dieses Pflegegeld in bisheriger Höhe weiter erhalten, soweit es das Pflegegeld der Pflegeversicherung übersteigt. Die Vorschrift soll gewährleisten, dass bisherige Pflegegeldempfänger durch die Einführung der Pflegeversicherung nicht schlechter gestellt werden. Dies gilt auch dann, wenn Pflegebedürftigkeit im Sinne einer Pflegestufe (bzw. heute Pflegegrad) nicht vorliegt. Erhielt der Leistungsberechtigte zusätzlich Pflegegeld von der gesetzlichen Krankenversicherung auf Grundlage von § 57 SGB V a. F., so wurde auch dieses Pflegegeld in bisheriger Höhe vom Sozialhilfeträger weitergezahlt.
Bei Festsetzung der Leistung von Besitzstandspflegegeld sind die am 31. März 1995 maßgebenden Grundbeträge der Einkommensgrenzen nach den §§ 79 und 81 BSHG und die zu diesem Zeitpunkt maßgebenden Beträge der Verordnung zur Durchführung des § 88 Abs. 2 Nr. 8 des BSHG zugrunde zu legen; im Übrigen sind die geltenden Vorschriften des SGB XII anzuwenden.
Der Anspruch auf Besitzstandspflegegeld entfällt, wenn der Pflegebedürftige länger als 12 Monate in einer stationären Einrichtung untergebracht wird oder die Pflegebedürftigkeit aus medizinischen Gründen wegfällt. Der Anspruch auf Besitzstandspflegegeld entfällt hingegen nicht wegen (vorübergehenden) Wegfalls der Sozialhilfebedürftigkeit.

## Besitzstandsschutz bei Einführung der Pflegegrade
Mit dem Zweiten Pflegestärkungsgesetz wurde ein neuer Pflegebedürftigkeitsbegriff eingeführt und es wurden die früheren Pflegestufen in Pflegegrade überführt. Für Personen, die Ende 2016 einen Anspruch auf Pflegegeld hatten, ist in § 141 Abs. 1 SGB XI ein Besitzstandsschutz vorgesehen. Der Pflegegrad, der sich aus der Überleitung ergibt, bleibt in jedem Fall erhalten, auch wenn eine neue Begutachtung einen niedrigeren Pflegegrad ergeben würde. Lediglich bei vollständigem Entfallen der Pflegebedürftigkeit gilt der Bestandsschutz nicht weiter (§ 140 Abs. 3 SGB XI). 